# 托尔特瓦勒-凯奈
托尔特瓦勒-凯奈（法語：Torteval-Quesnay，法語發音：[tɔʁtəval kɛnɛ] ⓘ）是法国卡尔瓦多斯省的一个旧市镇，属于巴约区。托尔特瓦勒-凯奈于1974年由原市镇托尔特瓦勒（Torteval）和凯奈盖农（Quesnay-Guesnon）合并而成。2017年，托尔特瓦勒-凯奈与市镇临近的3个市镇合并为新市镇欧尔瑟勒并改属维尔区。

## 地理
托尔特瓦勒-凯奈（49°8'13"N, 0°43'51"W）面积16.96 平方千米，位于法国诺曼底大区卡爾瓦多斯省，该省份为法国西北部沿海省份，北濒大西洋英吉利海峡，东北与滨海塞纳省以海上边界相接，东临厄尔省，南至奧恩省，西与芒什省接壤。
与托尔特瓦勒-凯奈接壤的市镇（或旧市镇、城区）包括：昂克托维尔、卡阿尼奥勒、奥托莱巴格、利夫里、隆格赖、圣日耳曼代克托、圣保罗迪韦尔奈、特兰日。
托尔特瓦勒-凯奈的时区为UTC+01:00、UTC+02:00（夏令时）。

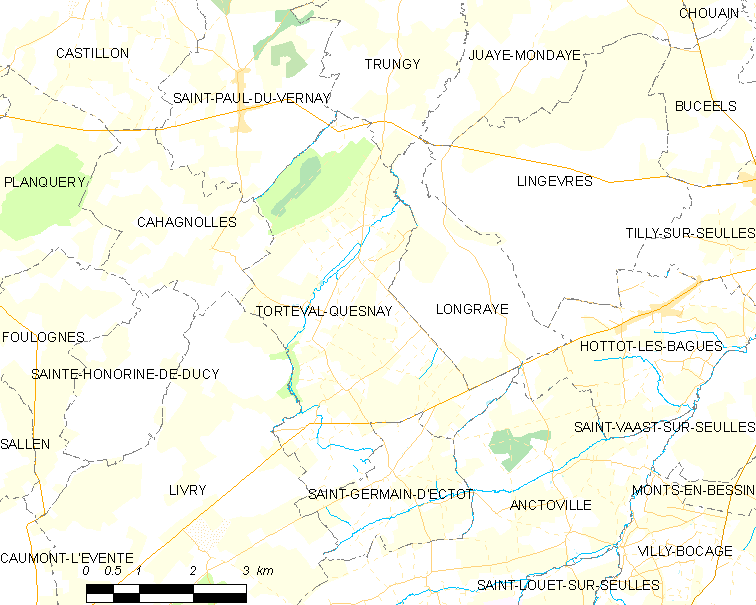
托尔特瓦勒-凯奈的OSM定位图

## 行政
托尔特瓦勒-凯奈的邮政编码为14240，INSEE市镇编码为14695。

## 政治
托尔特瓦勒-凯奈所属的省级选区为莱蒙多奈县。

## 人口

1962-2008年间托尔特瓦勒-凯奈人口变化图示

托尔特瓦勒-凯奈于2018年1月1日时的人口数量为313人。